# Pilot Down: Behind Enemy Lines
Pilot Down: Behind Enemy Lines (в России известна под названием Падение ястреба: В тылу врага) — компьютерная игра в стиле стэлс-экшн. Выпущена компанией Oxygen Interactive, в России — «Руссобит-М».

## Геймплей
Геймплей представляет собой как штурм территории с автоматами, так и бесшумное проникновение. Выбор оружия не очень велик, но присутствуют предметы, при помощи которых игрок взаимодействует со средой. В каждой миссии, помимо основного задания, есть дополнительные (уничтожение листовок пропаганды, выведение из строя техники). По большей части игрок использует оружие, но иногда можно использовать удушение или незаметно пройти по вражеской территории. Также в игре присутствует система усовершенствования персонажа по баллам, полученным в ходе игры. Можно улучшить такие свойства, как бесшумность, меткость, здоровье.

## Сюжет
Стрелок самолёта BBC США Уильям Фостер был сбит над территорией Германии холодной зимой 1944 года. Любой ценой он должен выбраться из фашистского тыла. Его единственная цель — достигнуть швейцарской границы. По его следу уже идут охотники — жестокие немецкие солдаты и среди них — капитан Киллинджер, легендарный пилот люфтваффе. Все, на что может положиться отважный лётчик — находчивость, остроумие и инстинкт выживания.

## Локации
1. Место крушения
2. Лесной склад
3. Немецкий город
4. Верфь
5. Промышленная зона
6. Железнодорожное депо
7. Лес Зигфрида
8. Военная часть Зигфрида
9. Нежилая местность
10. Оккупированный форт
11. Французский город
12. Воздушное преследование